# آکاکی چاچوا
آکاکی چاچوا (به گرجی: აკაკი ჩაჩუა) (زادهٔ ۱۶ سپتامبر ۱۹۶۹) کشتی‌گیر بازنشستهٔ گرجستانی است که در دستهٔ ۶۳ کیلوگرم کشتی فرنگی فعالیت می‌کرد. او برندهٔ مدال برنز المپیک ۲۰۰۰ سیدنی و یک مدال نقره (۱۹۹۹) و یک برنز (۱۹۹۷) از مسابقات قهرمانی کشتی اروپا است. او همچنین در المپیک ۲۰۰۴ آتن شرکت کرد و رتبهٔ نهم را به دست آورد.